# متحف الاختبار الذري

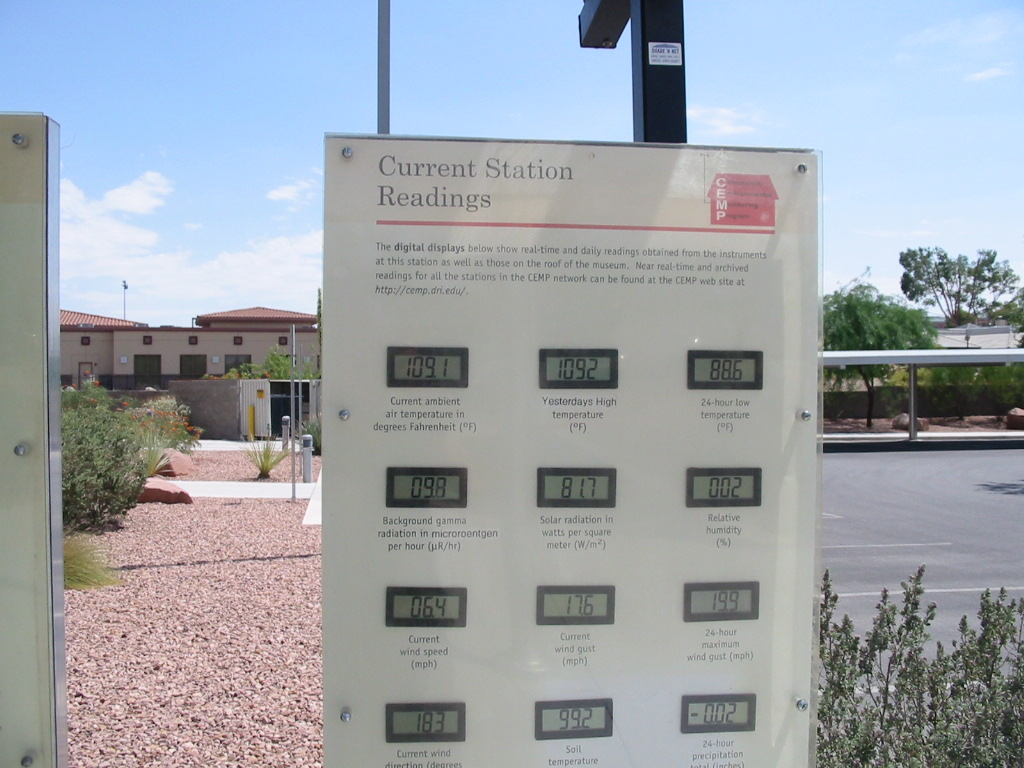
محطة الأرصاد الجوية خارج متحف الاختبار الذري في إحدى أيام الصيف الحارة. تشمل اللافتة درجة الحرارة، وسرعة الرياح وإشعاعات جاماالخلفية مقاسة بوحدة المايكروروتنغن كل ساعة. وتعد المحطة جزءاً من شبكة مراقبة بيئة المجتمع.

يقع متحف الاختبار الذري في لاس فيغاس بولاية نيفادا. ويسجل تاريخ الاختبار النووي في موقع اختبار نيفادا الموجود بالصحراء الشمالية في لاس فيغاس. تم افتتاح المتحف في مارس/آذار 2005.
يغطى المتحف الفترة التي تم فيها إجراء أول اختبار في موقع اختبار نيفادا بدءاً من 27 يناير/كانون الثاني 1951 حتى الآن. يوجد من ضمن المعروضات التي تغطى التاريخ النووى الأمريكي «مسرح منطقة الانفجار» أو بالإنجليزية "Ground Zero Theater" الذي يحاكى تجربة مشاهدة الاختبار النووى الجوى. وتشمل المعروضات الأخرى عداد غايغر لقياس الأشعة المؤينة، وشارات الراديو (Radio badges)وأجهزة اختبارات الإشعاعات، والأدوات اليدوية للأمريكان الأصليين الذين كانوا يعيشون حول منطقة الاختبار، وتذكارات شعبية متعلقة بالعصر الذري، ومعدات استخدمت لاختبار الأجهزة. بينما تركز أماكن عرض أخرى على الأعداد الهامة للمنشآت والمواد المصورة والمعارض التفاعلية الخاصة بالإشعاع.
يقوم الجمعية التاريخية لموقع اختبار نيفادا بإدارة المتحف، وهي منظمة لا تهدف للربح، بالتعاون مع معهد سميثونيان Smithsonian Institution. ويتم تحصيل بعض الدعم من شراء لوحة أرقام سيارات تذكارية مرسوم عليها موقع اختبار نيفادا، ويتم إصدارها عن طريق قسم نيفادا للمواتير والعربات.